# Tsezar Kounikov (158)
Cet article concerne le navire russe. Pour l'officier de la Seconde Guerre mondiale, voir Tsezar Lvovitch Kounikov.
Le BDK-64 Tsezar Kounikov (158) (russe : « Цезарь Куников » (БДК-64)) était un navire de débarquement du projet 775 (nom OTAN : classe Ropucha-I) en service dans la marine russe. Le navire porte le nom de Tsezar Kounikov, le commandant d'une équipe de débarquement qui a conquis la tête de pont de Malaïa Zemlia, titré héros de l'Union soviétique.
Le navire est construit au chantier naval Stocznia Północna à Gdańsk, en Pologne, et mis en service le 30 octobre 1986.
Il sert avec la 197e brigade de navires de débarquement de la 30e division de navires de surface de la flotte de la mer Noire, avec comme port d'attache la base navale de Sébastopol. Il est sous patronage de la ville de Zelenograd (à partir de 1998) et de l'oblast de Tcheliabinsk (à partir de 2011).
L'Ukraine revendique sa destruction le 14 février 2024 au large de la Crimée.

## Historique

### Guerre civile syrienne
En octobre 2015, le Tsezar Kounikov est déployé en Syrie avec une cargaison d'armes et de munitions pour l'armée syrienne.

### Guerre russo-ukrainienne
Le 24 mars 2022, selon l'état-major général des forces armées ukrainiennes, les navires Tsezar Kounikov et son jumeau Novotcherkassk sont endommagés lors d'une attaque dans le port de Berdiansk, qui aurait aussi détruit le navire Saratov (classe Alligator), dans le cadre de l'invasion russe de l'Ukraine. Une vidéo montre deux navires de guerre de la classe Ropucha, le Tsezar Kounikov et le Novotcherkassk, se retirant du port peu après l'attaque, tous deux endommagés et le gaillard avant d'un des navires étant en flammes,.
Le 18 avril 2022, le commandant du navire, le capitaine de 3e rang Alexandre Tchirva, meurt en service en Ukraine,.
Le 24 août 2022, les navires Tsezar Kounikov et Novotcherkassk sont signalés hors service en raison du manque de pièces de rechange pour leur réparation. Cette carence serait due aux sanctions imposées à la Russie.
Le 14 février 2024, les forces armées ukrainiennes annoncent avoir coulé le Tsezar Kounikov au large de la ville d'Aloupka au sud de la Crimée, à l'aide de drones de surface navals MAGURA V5 de la direction générale du renseignement ukrainien. Cette annonce est illustrée par des images de drones,,. L'état-major général ukrainien réitère ces affirmations plus tard le même jour, sans qu'il y ait cependant de preuve indépendante pour confirmer.
Cette annonce est faite le jour du 81e anniversaire de la mort du militaire soviétique éponyme du navire, Tsezar Lvovitch Kounikov, mort en 1943 à Guelendjik après avoir été gravement blessé lors de la bataille de Malaïa Zemlia contre les forces allemandes.
Selon une source ukrainienne ayant publié une vidéo prétendant montrer l'engagement depuis le navire, la frappe et son évacuation ultérieure ont été confirmées par des sources russes.
- Attaque contre le Tsezar Kounikov en février 2024.